# Symphonia nymphulalis
Symphonia nymphulalis là một loài bướm đêm trong họ Crambidae.